# Neurocrassus serbicus
Neurocrassus serbicus är en stekelart som beskrevs av Brajkovic, Curcic och Nikolic 2006. Neurocrassus serbicus ingår i släktet Neurocrassus och familjen bracksteklar. Inga underarter finns listade i Catalogue of Life.